# Tocta
Tocta (em russo: Тохта; romaniz.: Tokhta) ou Tuctai (em tártaro: Туктай; romaniz.: Tuktay) foi um nobre mongol dos séculos XIII e XIV, filho de Mangu Temir. Em 1291, sucedeu Tula Buga como cã do Canato da Horda Azul. Reinou até 1313, quando foi sucedido por Usbeque Cã.